# Galva (Illinois)
Galva es una ciudad ubicada en el condado de Henry en el estado estadounidense de Illinois. En el Censo de 2010 tenía una población de 2589 habitantes y una densidad poblacional de 350,01 personas por km².

## Información
Galva es una ciudad cuyo nombre hace honor a colonos suecos de Gälve instalados en Bishop Hill. El centro de Galva cuenta con una zona comercial y varios restaurantes. Galva cuenta con una escuela pública, y con programas deportivos de football americano, baloncesto y atletismo. 

## Geografía
Galva se encuentra ubicada en las coordenadas 41°10′9″N 90°2′14″O / 41.16917, -90.03722. Según la Oficina del Censo de los Estados Unidos, Galva tiene una superficie total de 7.4 km², de la cual 7.4 km² corresponden a tierra firme y (0%) 0 km² es agua.

## Demografía
Según el censo de 2010, había 2589 personas residiendo en Galva. La densidad de población era de 350,01 hab./km². De los 2589 habitantes, Galva estaba compuesto por el 96.68% blancos, el 1% eran afroamericanos, el 0.08% eran amerindios, el 0.42% eran asiáticos, el 0% eran isleños del Pacífico, el 0.58% eran de otras razas y el 1.24% pertenecían a dos o más razas. Del total de la población el 3.09% eran hispanos o latinos de cualquier raza.